# Saint-Michel-le-Cloucq
Saint-Michel-le-Cloucq település Franciaországban, Vendée megyében. Lakosainak száma 1263 fő (2022. január 1.). Saint-Michel-le-Cloucq Fontenay-le-Comte, Foussais-Payré, Mervent, L’Orbrie és Xanton-Chassenon községekkel határos.

## Népesség
A település népessége az elmúlt években az alábbi módon változott:
| Lakosok száma | 1309 | 1305 | 1329 | 1289 | 1289 | 1287 | 1283 | 1273 | 1263 |
|               | 2013 | 2015 | 2016 | 2017 | 2018 | 2019 | 2020 | 2021 | 2022 |